# Rémi Capron
Pour les articles homonymes, voir Capron.
Rémi Capron, né le 18 juin 2000 à Échirolles, est un coureur cycliste français.

## Biographie

### Débuts et carrière amateur
En 2018, Rémi Capron termine deuxième d'une étape du Tour du Valromey et huitième de la Classique des Alpes juniors. Il évolue ensuite au sein des équipes continentales suisses IAM-Excelsior et Akros-Excelsior-Thömus lors de ses premières saisons espoirs,. Durant cette période, il se classe notamment quinzième du contre-la-montre en côte du Sibiu Cycling Tour en 2020. 
En 2021, il redescend au niveau amateur avec le club helvétique Cogeas-Sogecoma-Akros. L'année suivante, il revient en France en prenant une licence à l'EC Saint-Étienne Loire. Avec cette formation, il se distingue en remportant le Circuit des Monts du Livradois. Il finit par ailleurs treizième de l'Alpes Isère Tour, une course par étapes inscrite au calendrier de l'UCI. 
Pour la saison 2023, il s'engage avec le VC Villefranche Beaujolais. Décrit comme un bon grimpeur, il s'illustre chez les amateurs en obtenant cinq victoires et de nombreuses places d'honneur. Il termine également deuxième d'une étape du Circuit des Ardennes, ou encore treizième du Kreiz Breizh Elites. Grâce à ses bonnes performances, il signe un premier contrat professionnel avec la structure Van Rysel-Roubaix Lille Métropole.

### Carrière professionnelle
Rémi Capron réalise ses débuts professionnels en janvier 2024 sur le Grand Prix La Marseillaise. Au mois de février, il décroche son premier résultat significatif en terminant huitième de la dernière étape du Tour des Alpes-Maritimes. Il se classe également dix-septième des Boucles de l'Aulne et dix-neuvième du Tour du Jura au printemps.

## Palmarès
- 2017
  - 3e étape du Tour du Léman Juniors
  - 2e du Tour du Léman Juniors
- 2018
  - 3e du Tour du Léman Juniors
- 2022
  - Circuit des Monts du Livradois
- 2023
  - Grand Prix de Puyloubier-Sainte-Victoire
  - Grand Prix de Saint-Étienne Loire
  - Grand Prix de Vougy
  - Grand Prix de Longes
  - Circuit des Deux Ponts
  - 2e du Tour du Gévaudan Occitanie
  - 3e du Circuit de la Vallée du Bédat
  - 3e du Grand Prix d'Allevard
  - 3e du Grand Prix de Cours-la-Ville
- 2024
  - 3e étape du Tour de l'Ain
  - 2e du Tour du Beaujolais
  - 2e du Tour de l'Ain